# 圣于连德武旺特
圣于连德武旺特（法語：Saint-Julien-de-Vouvantes，法語發音：[sɛ̃ ʒyljɛ̃ də vuvɑ̃t] ⓘ），法国西部市镇，位于卢瓦尔河地区大区大西洋卢瓦尔省，隶属于沙托布里扬-昂斯尼区，其市镇面积为25.6平方公里，2022年1月1日时人口数量为963人，在法国城市中排名第10,289位。
圣于连德武旺特位于大西洋卢瓦尔省东北部，栋河畔，多个方向的公路在此交汇。

## 地名来源

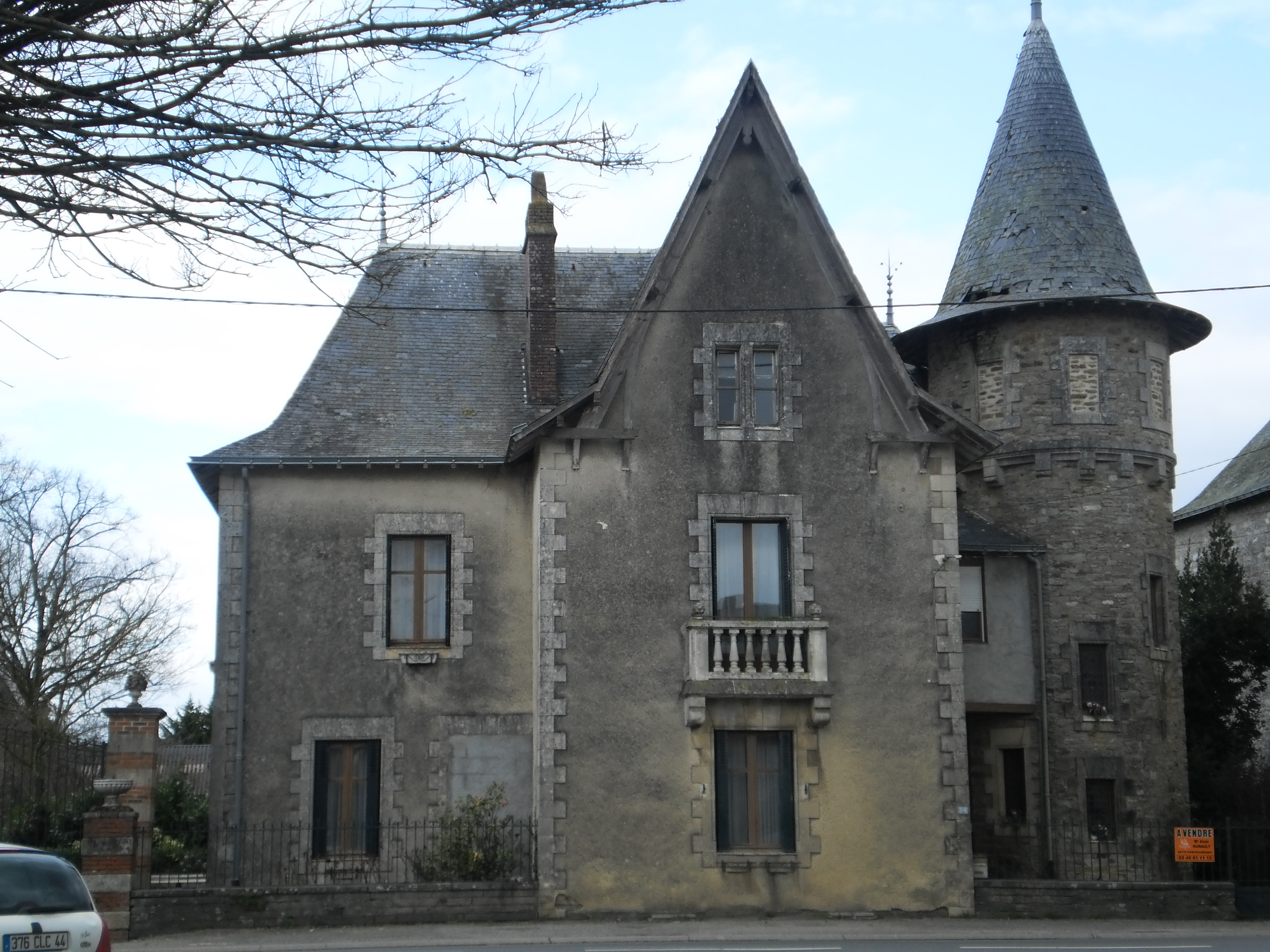
圣于连德武旺特的一处历史建筑

“圣于连德武旺特”一名最初于公元1104年以拉丁语“Sancti Juliani de Voantes”的形式被记载，其中“Juliani”可能为一名天主教圣人，其生平尚有待考证。
因翻译标准不同，“Saint-Julien-de-Vouvantes”在部分汉语资料中被译为含有连字号“－”的圣于连-德武旺特，而“Julien”在作为人名时又常被译为朱利安。

## 历史
根据当地官方网站的论述，圣于连德武旺特始建于公元十世纪，彼时布列塔尼地区遭遇诺曼人入侵，当地居民躲避进入栋河附近的一片森林，后该区域逐渐形成村落。法国大革命后，圣于连德武旺特成为大西洋卢瓦尔省的一个市镇。1886至1947年间，途径圣于连德武旺特的沙托布里扬－拉沙佩勒格兰铁路（Ligne de Châteaubriant à La Chapelle-Glain）曾有运营，后因公路兴起而停运拆除。1889年，当地建成了圣朱利安教堂。20世纪中后期，当地人口数量有所下降。

## 地理

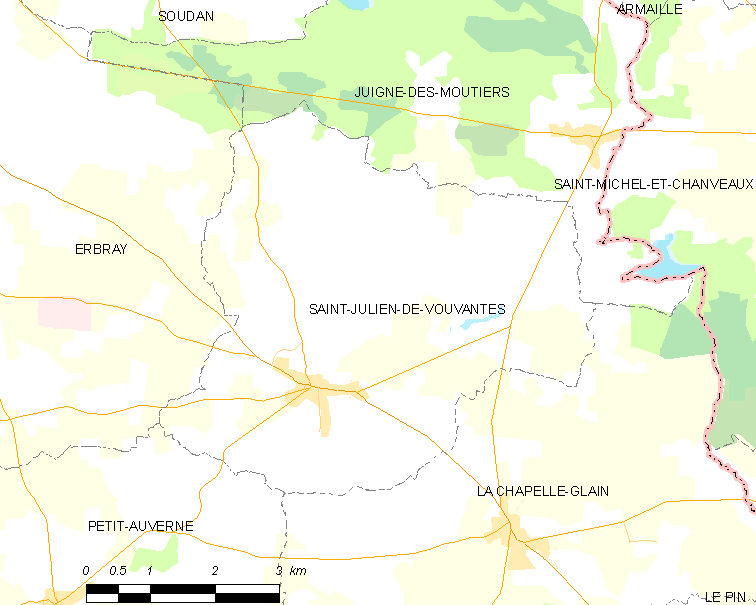
圣于连德武旺特市镇范围地图

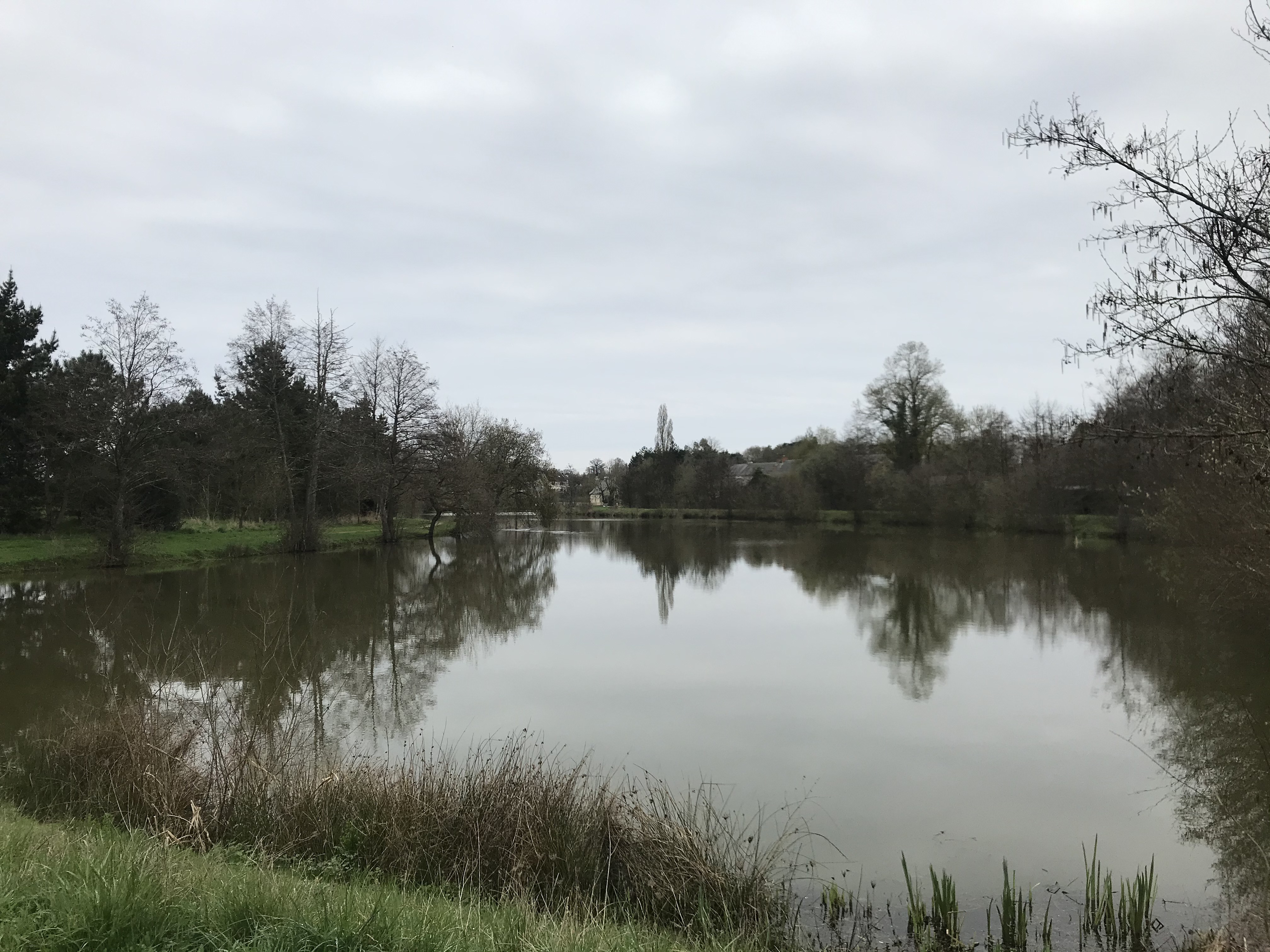
圣于连德武旺特境内的一处水塘

圣于连德武旺特位于法国西部，卢瓦尔河地区大区中西部和大西洋卢瓦尔省东北部，距离省会南特大约64公里。与圣于连德武旺特接壤的市镇包括：埃尔布赖、瑞涅德穆捷、小欧韦内和拉沙佩勒格兰。

### 地形
圣于连德武旺特位于阿摩里卡丘陵腹地，境内以浅丘为主，市镇中心地势较为平坦，全境海拔在47到99米之间。

### 水文
栋河自东北向西蜿蜒流经境内，另有莱布瓦溪（ruisseau des Bois）等流经境内。栋河左岸有一处天然湖泊。

### 植被
圣于连德武旺特属于温带阔叶混交林区，林地主要分布于河流附近。
在鲜花城市的评比中，圣于连德武旺特暂未被评级。

### 气候
圣于连德武旺特在柯本气候分类法中属于温带海洋性气候。

## 行政区划
圣于连德武旺特的市镇编号为44170，邮政编号为44670。
在行政管理方面，圣于连德武旺特隶属于法国卢瓦尔河地区大区大西洋卢瓦尔省沙托布里扬-昂斯尼区；在地方选举方面，圣于连德武旺特隶属于沙托布里扬县，其市镇范围全境被划入大西洋卢瓦尔省第六选区；在社会管理方面，圣于连德武旺特是沙托布里扬-代尔瓦勒市镇公共社区的组成部分。
截至2023年8月，圣于连德武旺特市镇范围内暂无任何城市敏感街区及城市政策优先街区。
法国国家统计与经济研究所（简称）在进行数据统计时，未将圣于连德武旺特划入任何城市核心区（Unité urbaine）以及城市区（Aire urbaine）内。自2020年起，圣于连德武旺特城市区被划入包含20个市镇的沙托布里扬城市辐射区内。
此外，还将圣于连德武旺特市镇整体看作一个个“块区”（IRIS），以便于统计人口分布情况。

## 交通

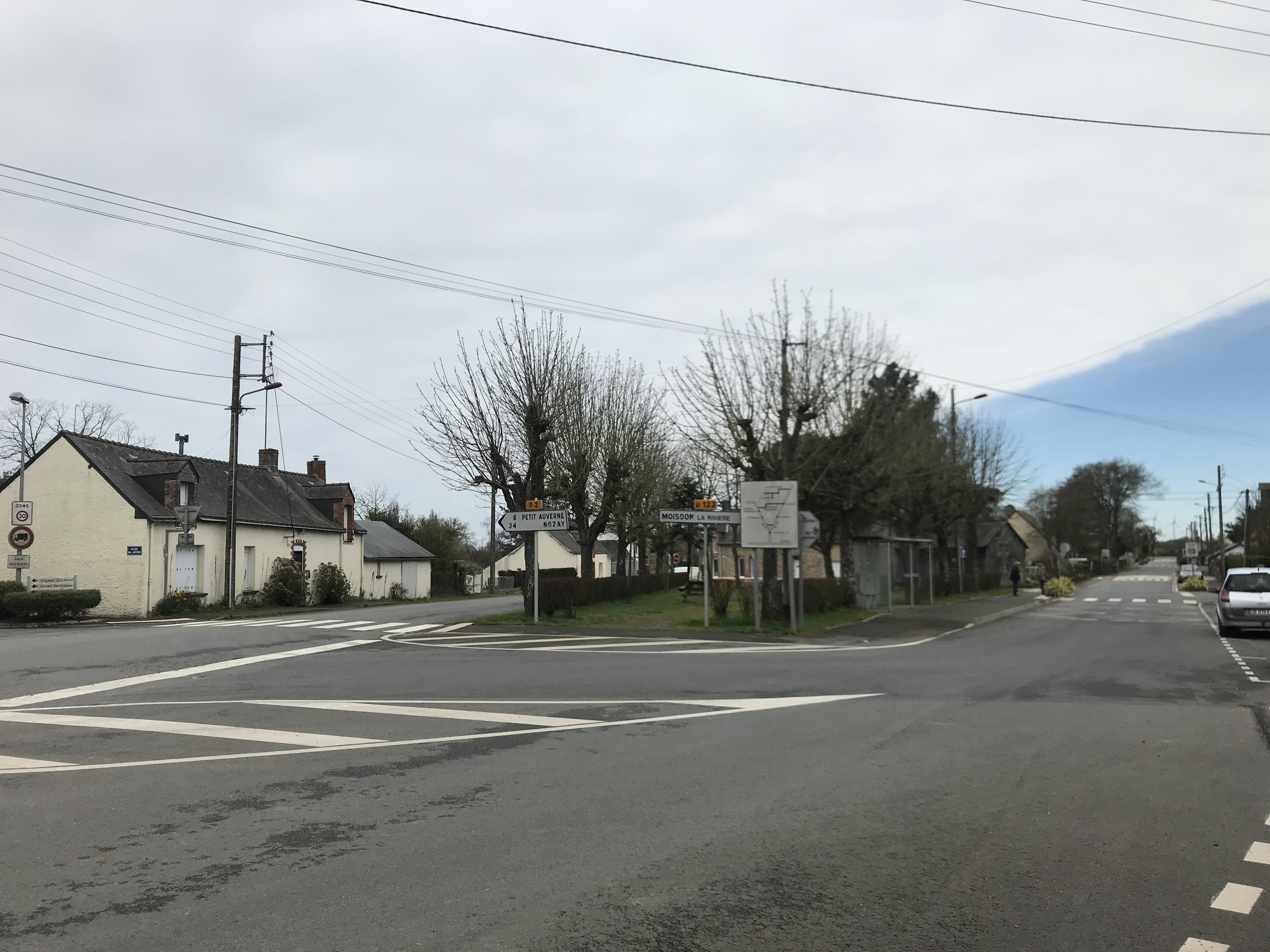
马尔蒂奈广场

### 公路
大西洋卢瓦尔省省道D2线、D20线、D40线、D122线、D163线和D878线在圣于连德武旺特境内交汇。卢瓦尔河地区大区下属的城际客运提供校车巴士线路，可前往周边部分市镇。
2018年，78.8%的圣于连德武旺特家庭拥有至少一辆私人汽车。2018年，圣于连德武旺特境内共发生各类交通事故1起，造成1人受伤。
| 18 | 48 |

| 南特 | 63 |

| 康代 | 19 |

| 沙托布里扬 | 14 |

### 铁路
途径圣于连德武旺特的沙托布里扬－拉沙佩勒格兰铁路已于1947年彻底废弃。
距离圣于连德武旺特最近的运营中的客运铁路车站为14公里外的沙托布里扬站，该站停靠前往雷恩的区域列车以及前往南特的Tram-train列车。

### 航空
圣于连德武旺特距离雷恩机场和南特机场的公路里程分别约72和74公里。

### 城市公共交通
截至2022年3月，圣于连德武旺特暂无城市公共交通系统。

## 政治

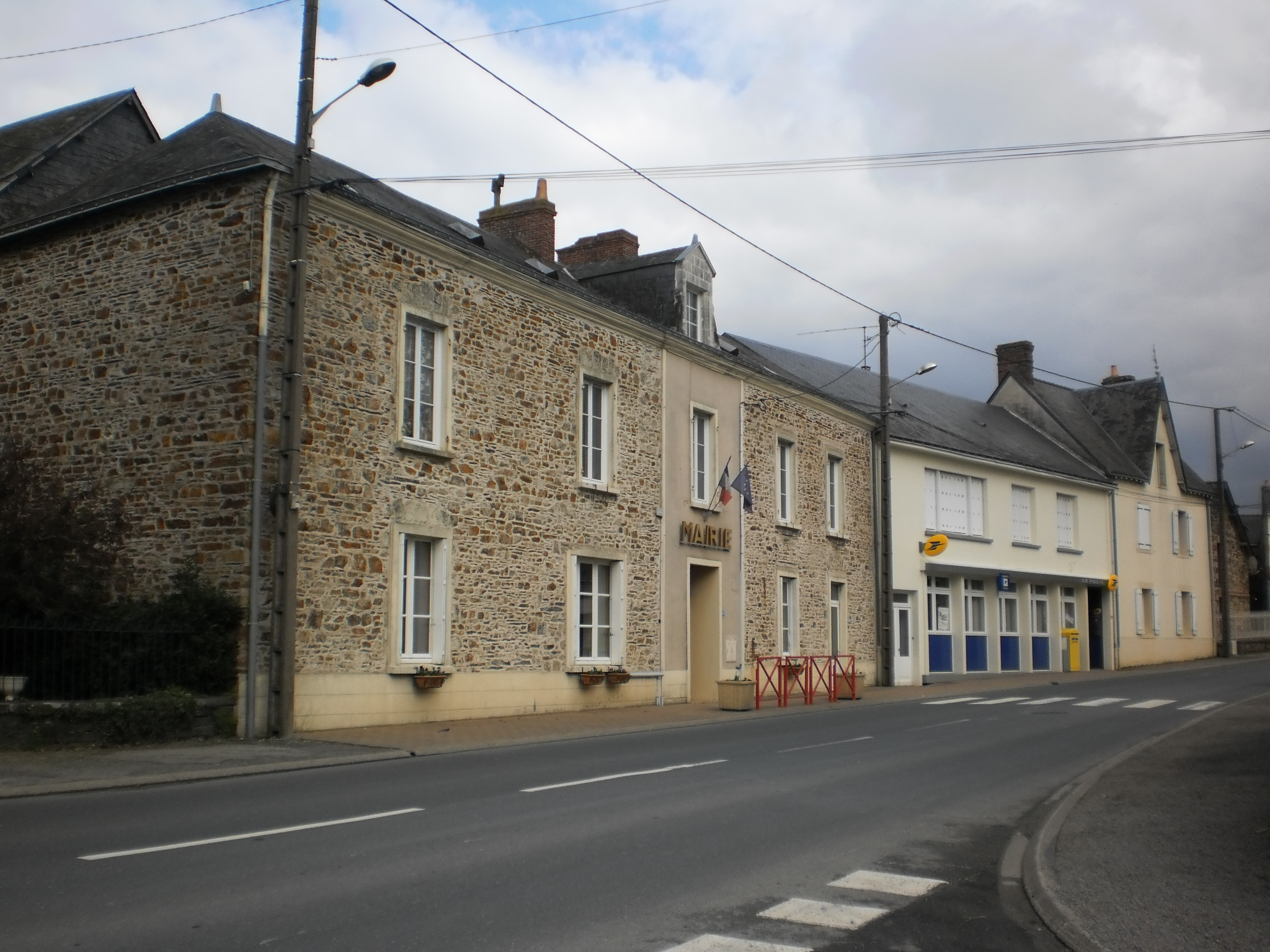
圣于连德武旺特市政厅

圣于连德武旺特的现任市长为萝丝-玛丽·布科女士（Rose-Marie BOUCAULT），她是一名无党派人士的一名成员，在2020年的市政选举中获得了100%的支持率（无其他候选人）。
在2022年的法国总统大选中，法国极右翼政党国民阵线主席玛丽娜·勒庞在圣于连德武旺特获得了51.1%的支持率。

## 人口
2020年，圣于连德武旺特市镇人口数量为959，在法国排名第10,289位。其中男性454人，女性513人，75岁及以上人口占11.3%，外籍人口数量为9人，人口密度为37人/平方公里，当地居民被称为（男性）或（女性）。2020年，圣于连德武旺特境内出生10人，死亡人口16人。
| 圣于连德武旺特1901年－2020年人口变化情况 |
|                                          |
| 数据来源：Cassini、INSEE                 |

## 经济

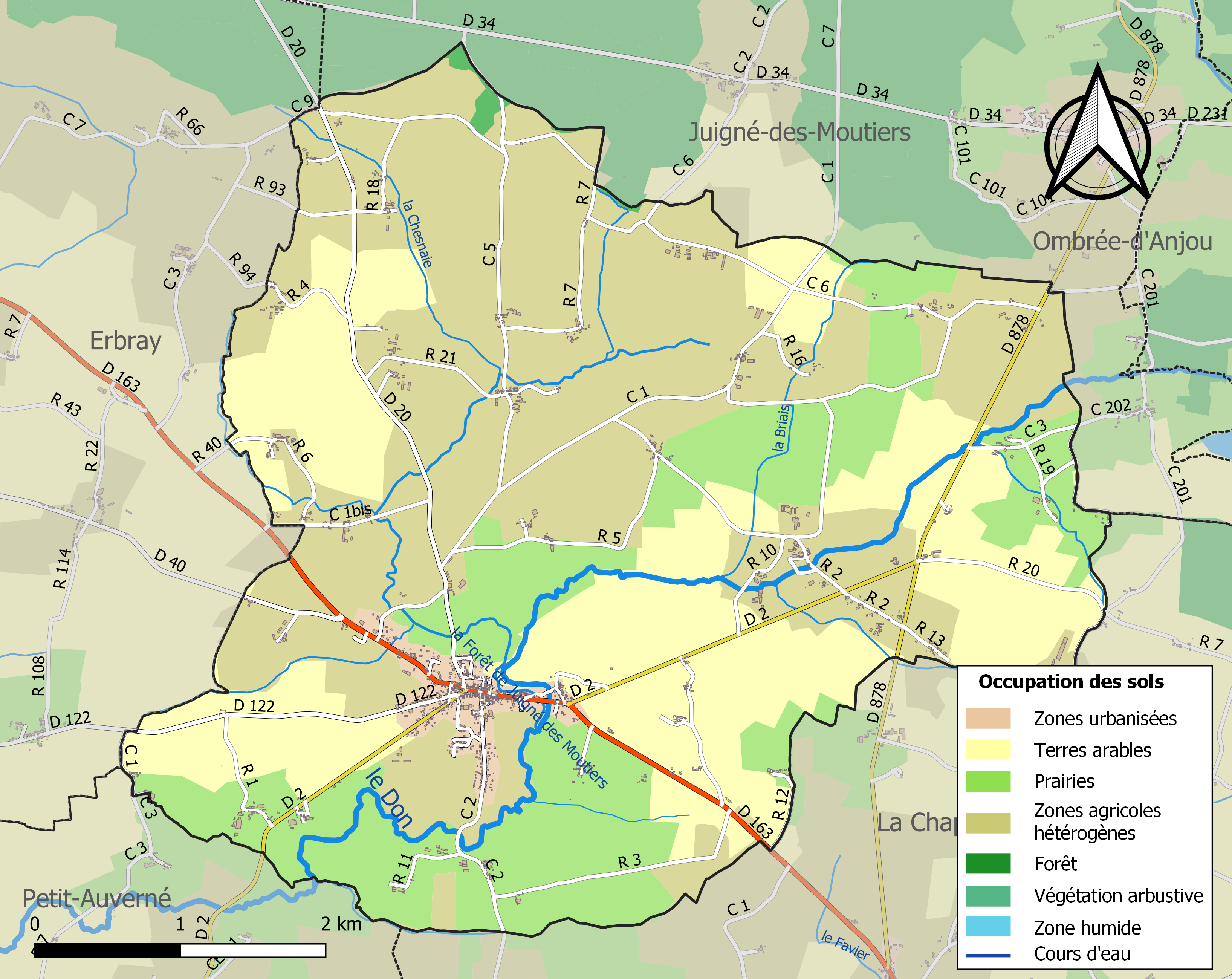
圣于连德武旺特土地利用情况地图

截止2022年3月，圣于连德武旺特市镇范围内共有各类用人单位（包含自雇）152家，平均历史为22年，均为中小型企业（PME）。

## 财政与居民收入
2020年，圣于连德武旺特的财政收入总额为926,740欧元，财政支出总额为749,080欧元，当年的债务总额为549,480欧元。2021年，圣于连德武旺特共获得259,181欧元的国家财政补助，比上一年增加了3.36%。
2020年，圣于连德武旺特的家庭单位平均月收入总额为1,673欧元，低于法国平均水平（2,303欧元）。
2022年，圣于连德武旺特境内的青壮年（15至64岁）失业率为9.4%，当地33%的家庭拥有纳税资格，平均纳税1,037欧元，低于法国平均水平（4,393欧元）。

## 社会事务

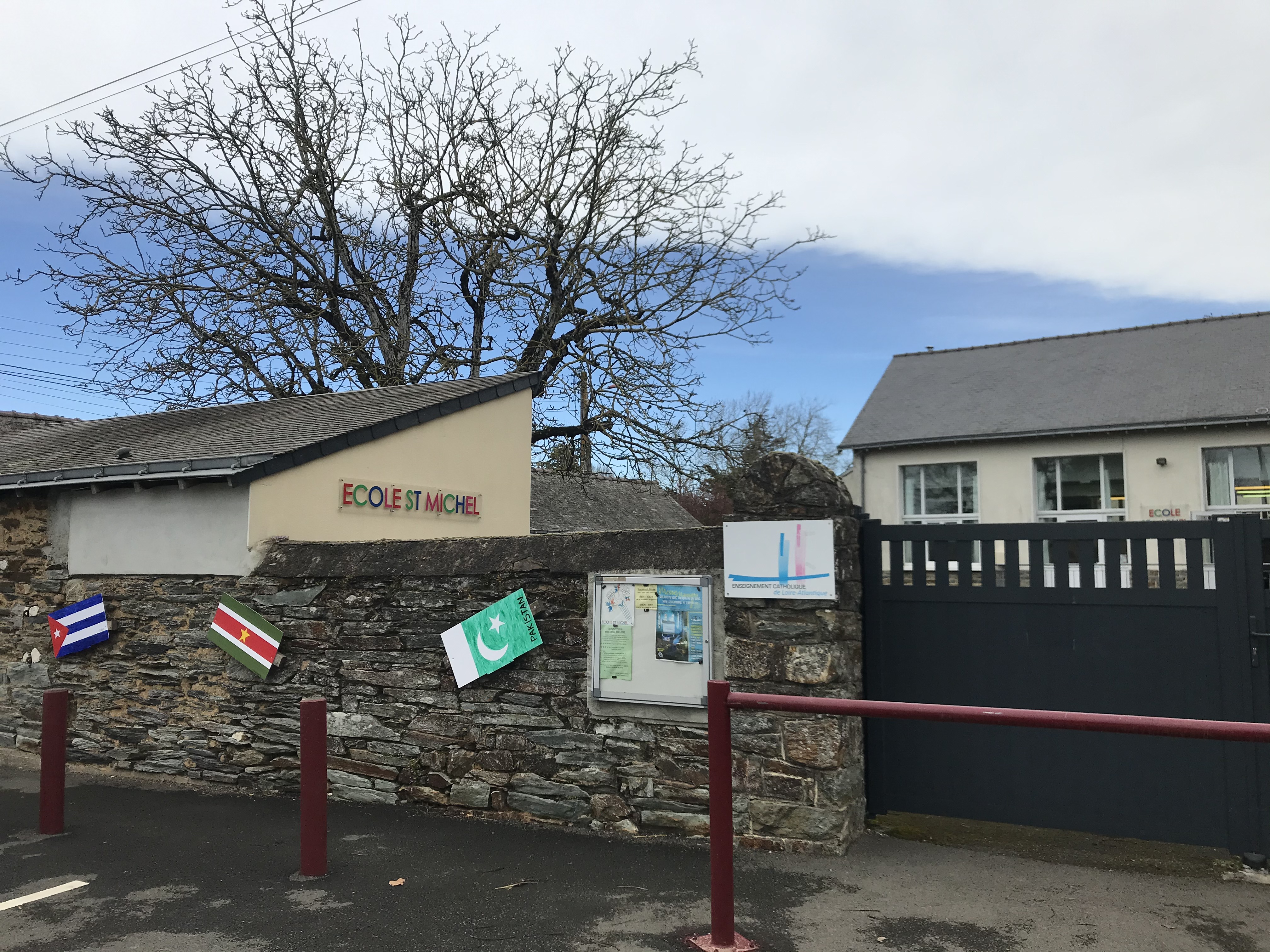
圣于连德武旺特的一所小学

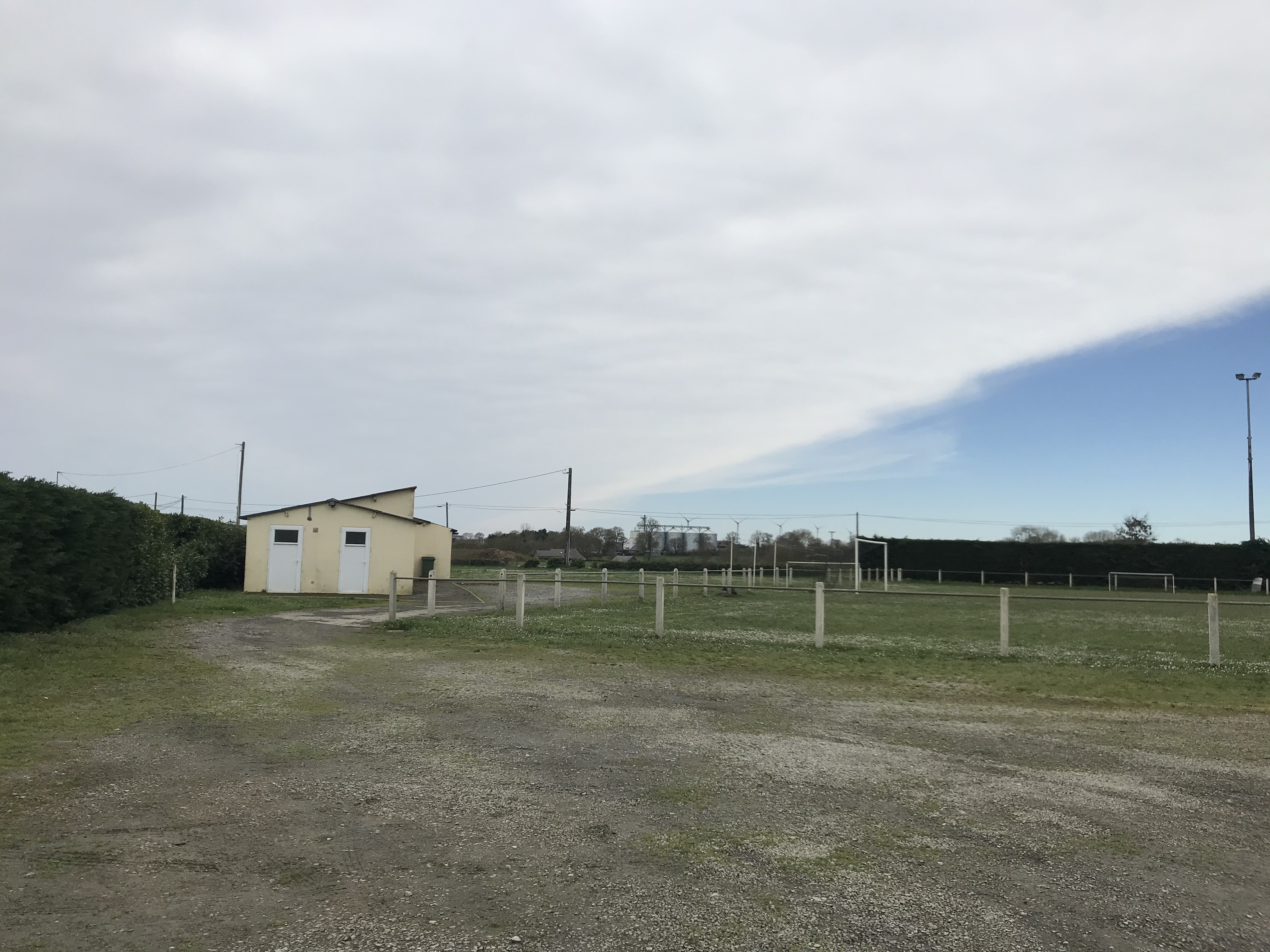
莱万球场

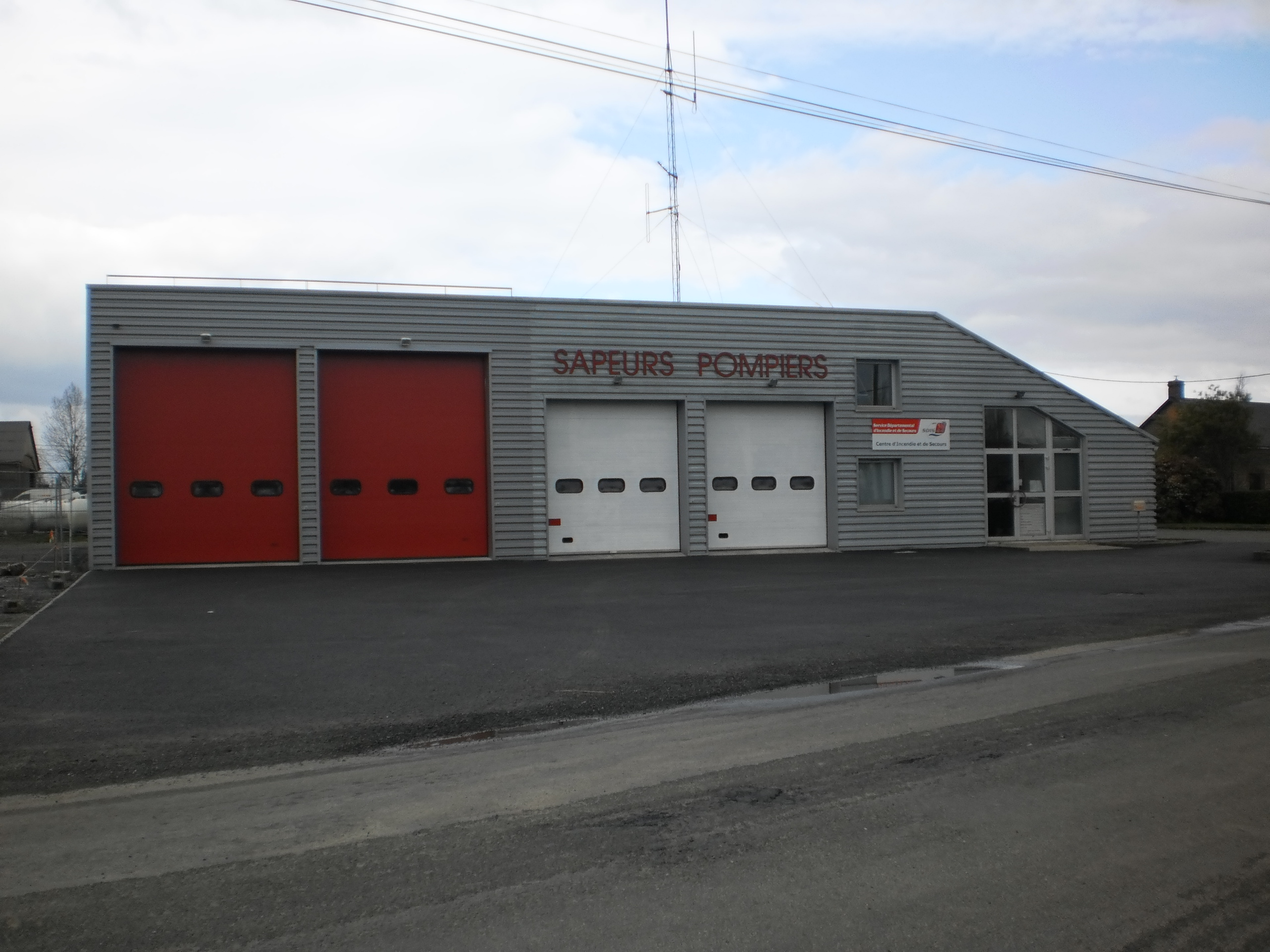
消防队

### 教育
圣于连德武旺特属于南特学区。截止2020年1月1日，圣于连德武旺特境内有1所小学。

### 医疗
截止2020年1月1日，圣于连德武旺特境内共有全科医生1名以及护士2名。境内共有药房1家、养老院1家。
圣于连德武旺特是“沙托布里扬-诺宰-普昂塞中心医院”（Centre Hospitalier Châteaubriant Nozay Pouancé）的服务范围，后者是法国的一个区域性医疗机构，其下属的普昂塞病区位于翁布雷当茹镇中心，距离圣于连德武旺特市区的正常车程约13分钟，该院设有床位258个，是当地规模最大的公立综合性医院。

### 住房
2018年，圣于连德武旺特境内共有各类住房458套，其中94.8%为独立式居民区，4.8%为集中式居民区。常住房屋占圣于连德武旺特市镇范围内居民建筑总量的84.1%。
在住房保障政策方面，2020年，圣于连德武旺特境内共有61户家庭获得了住房经济补助，受益人数占总人口数量的6.3%，其中50份为房租补助。

### 商业
2019年，圣于连德武旺特境内共有各类实体商铺18家，其中餐厅1家、面包房1家、肉铺1家、银行门店1家、美容美发店2家以及汽车维修店2家。镇中心有一家烟酒店。

### 体育
2020年，圣于连德武旺特境内共有1间体育馆以及1处足球或橄榄球场。
截至2022年3月，武旺特运动员-格兰体育联盟（Cercle Athlétique Vouvantais Union Sportive Glainoise，编号546436）是当地唯一的注册足球俱乐部，其主队2023至2024赛季参加大西洋卢瓦尔省足球联赛丁组（法国第十二级别），其主场莱万球场（Stade L'Evin）位于市区北部。

### 环境
圣于连德武旺特的环境事务由其所属的沙托布里扬-代尔瓦勒市镇公共社区负责。2019年，圣于连德武旺特境内暂无污染企业。

### 治安
圣于连德武旺特所在地是沙托布里扬国家宪兵队的管辖范围。2020年，该宪兵队辖区内共47个市镇累计发生各类案件3,796起，其中盗窃类案件2,244起，经济类案件521起，毒品交易类案件57起。

## 文化

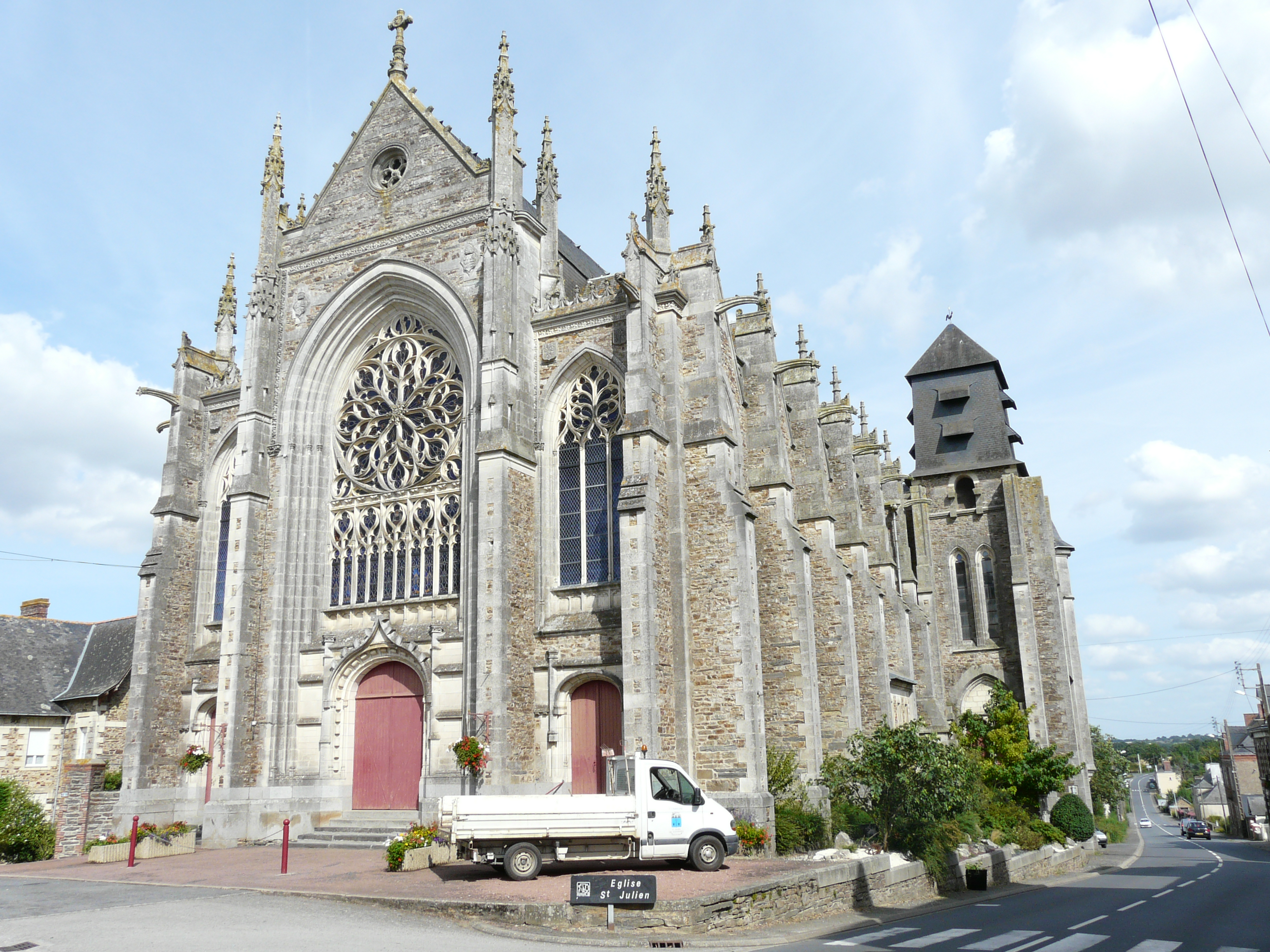
圣朱利安教堂

2020年，圣于连德武旺特境内暂无任何文化设施。圣于连德武旺特建有市际图书馆（Bibliothèque intercommunale），每周三、五、六向公众开放。

### 建筑
圣于连德武旺特境内有多处历史建筑，其中镇中心的圣朱利安教堂是法国国家文物保护单位，也是当地的地标性建筑物。

### 旅游
圣于连德武旺特的旅游事务由其所属的沙托布里扬-代尔瓦勒市镇公共社区负责。2021年，圣于连德武旺特境内暂无任何游客接待设施。

### 媒体
法国主要的媒体均可在圣于连德武旺特接收，法国电视三台下属的卢瓦尔河地区大区频道在部分时段播出圣于连德武旺特所在大西洋卢瓦尔省的地方新闻。《大洋报》（隶属于《法国西部报》）、蓝色法兰西卢瓦尔大洋广播、云雀广播、南特电视台等是当地主要的地方性媒体。

## 友好城市
截至2022年3月，圣于连德武旺特暂未建立任何友好城市关系。